# Rhopalidae
Rhopalidae é uma família cosmopolita de insetos hemípteros da superfamília Coreoidea. Não possuem glândulas odoríferas; muitas veias na membrana da asa dianteira; ocelos distintamente elevados. Alimentam-se de sementes de plantas herbáceas, mas alguns são arborícolas. Variam de 4-15 mm. Assemelham-se com a família Coreidae. A família se divide em duas subfamílias: Rhopalinae e Serinetinae.

## Referência
1. ↑  «Bugguide.net». Consultado em 16 de fevereiro de 2015